# لورنتسو کورتسیا
لورنتسو کورتسیا (ایتالیایی: Lorenzo Cortesia؛ زادهٔ ۲۶ ژوئیه ۱۹۹۹) بازیکن والیبال اهل ایتالیا است.